# Стефан Пермски
Свети Стефан је био епископ Пермски у 14. веку.
Пореклом је Рус. Одмалена је био одан молитви и богомислију. Као младић је отишао у Ростов, где се у манастиру светог Григорија Богослова замонашио. Стефан је желео да буде мисионар у Пермској Земљи и почео је да изучава пермски језик, а када је савладао језик, саставио је азбуку и превео црквене књиге на тај језик. Са благословом митрополита Московског он се, као презвитер, упутио на у Пермску Земљу да проповеда Јеванђеље. Саградио је у Перми храм светог Благовештења, а када се број верника у Перми повећао он је посвећен за епископа. Допринео је ширењу хришћанства у Пермској Земљи. У старости је отишао још једном у Москву и тамо преминуо 1396. године.
Српска православна црква слави га 26. априла по црквеном, а 9. маја по грегоријанском календару.